# Alan Campeau
Alan Edward Campeau (ur. 1 sierpnia 1959 w Belle River) – kanadyjski duchowny katolicki, biskup Thunder Bay od 2025.

## Życiorys
Święcenia kapłańskie otrzymał 28 kwietnia 1990 i został inkardynowany do diecezji London.
10 stycznia 2025 papież Franciszek mianował go biskupem diecezjalnym Thunder Bay. Sakry udzielił mu jego poprzednik biskup Fred Colli.